# Mount Wells (Antarktika)
Mount Wells ist ein massiger und eisbedeckter Berg bisher unbekannter Höhe in der antarktischen Ross Dependency. Er ragt in den Prince Olav Mountains an der Westflanke des Liv-Gletschers und 6,5 km nordwestlich des June-Nunatak auf.
Das Advisory Committee on Antarctic Names benannte ihn 1966 nach Harry Wells, Sekretär des Komitees zur Polarforschung der National Academy of Sciences zwischen 1962 und 1966.